# Arctagyrta
Arctagyrta é um gênero de traça pertencente à família Arctiidae.

## Espécies
- Arctagyrta atrivena Dognin, 1911
- Arctagyrta boettgeri Rothschild, 1909
- Arctagyrta citrinotincta Rothschild, 1909
- Arctagyrta emendatus (H. Edwards, 1884)
- Arctagyrta insconspicua Schaus, 1910
- Arctagyrta internervosa (Dognin, 1912)
- Arctagyrta klagesi Rothschild, 1909
- Arctagyrta longicornis Herrich-Schäffer, [1855]
- Arctagyrta minuta (Schaus, 1892)
- Arctagyrta mossi Rothschild, 1922
- Arctagyrta nigrostriata Rothschild, 1909
- Arctagyrta nigrotuberata Bryk, 1953
- Arctagyrta ockendeni Rothschild, 1909
- Arctagyrta phaeophlebia Hampson, 1920
- Arctagyrta rulla Schaus, 1920
- Arctagyrta santaris Schaus, 1920
- Arctagyrta schausi Rothschild, 1909
- Arctagyrta semivitrea Rothschild, 1909
- Arctagyrta sorex (Druce, 1902)
- Arctagyrta strigata (Reich, 1936)
- Arctagyrta uniformis (Hampson, 1898)